# Formula One Constructors Association
La Formula One Constructors' Association (FOCA) fu un'associazione di costruttori di vetture di Formula 1. 

## Storia
L'associazione venne guidata da Bernie Ecclestone e Max Mosley (uno dei co-fondatori della March Engineering). Ecclestone divenne capo dell'organizzazione nel 1978, mentre Mosley ne divenne consulente legale. Ne fecero parte i principali team principal inglesi del periodo quali  Frank Williams, Colin Chapman, Teddy Mayer e Ken Tyrrell. La FOCA servì come rappresentante degli interessi dei costruttori privati, per lo più britannici, che dovevano misurarsi con le scuderie legate a grandi costruttori automobilistici, come Ferrari, Alfa Romeo e Renault.

## Obiettivi
L'aumento dei costi per condurre un campionato di F1 divenne a fine anni settanta sempre più alto, così come l'interesse del pubblico verso la categoria. Per tale ragione i costruttori hanno l'interesse a ottenere ricavi più elevati dalla loro partecipazione al mondiale. Per conto della FOCA, Bernie Ecclestone inizia così a trattare con gli organizzatori dei gran premi per poter ottenere ingaggi via via più elevati per la partecipazione alle varie corse. La FOCA, poco dopo diventerà organizzatrice di alcune gare e inizierà a contrattare direttamente con i canali televisivi per la cessione dei diritti di trasmissione.

## Guerra con la FISA
La principale battaglia venne condotta nei primi anni 1980 contro la FISA (la cosiddetta Guerra FOCA-FISA), a sua volta emanazione della FIA, e più vicina agli interessi delle grandi case. La FOCA iniziò a considerare necessario il suo benestare per la modifica dei regolamenti tecnici. La lunga controversia portò a eventi clamorosi come la cancellazione di gran premi o il boicottaggio di altri. Si concluse con un accordo denominato Patto della Concordia, che  portò Ecclestone a diventare, di fatto, il manager degli aspetti economici della Formula 1, attraverso la creazione della Formula One Administration (FOA).